# Janet Lynn
Pour les articles homonymes, voir Lynn.
Janet Lynn est une patineuse artistique américaine née le 6 avril 1953 à Chicago.
Elle est médaillée de bronze aux Jeux olympiques d'hiver de 1972 et aux Championnats du monde de patinage artistique 1972 et vice-championne du monde en 1973.

## Palmarès
| Compétition                     | 1967 | 1968 | 1969 | 1970 | 1971 | 1972 | 1973 |  |  |  |  |  |  |  |
| Jeux olympiques                 |      | 9e   |      |      |      | 3e   |      |  |  |  |  |  |  |  |
| Championnats du monde           |      | 9e   | 5e   | 6e   | 4e   | 3e   | 2e   |  |  |  |  |  |  |  |
| Championnats d'Amérique du Nord |      |      | 1re  |      | 2e   |      |      |  |  |  |  |  |  |  |
| Championnats des États-Unis     | 4e   | 3e   | 1re  | 1re  | 1re  | 1re  | 1re  |  |  |  |  |  |  |  |
|                                 |      |      |      |      |      |      |      |  |  |  |  |  |  |  |